# Parribacus antarcticus
A Parribacus antarcticus a felsőbbrendű rákok (Malacostraca) osztályának a tízlábú rákok (Decapoda) rendjébe, ezen belül a Scyllaridae családjába tartozó faj.

## Előfordulása
A Parribacus antarcticus atlanti-óceáni állománya Floridától Brazíliáig fordul elő. További állományai a Dél-afrikai Köztársaság indiai-óceáni részén, Hawaii és Polinézia vizeiben, valamint a Déli-óceánban találhatók meg.

## Megjelenése
A hím példány elérheti a 20 centiméteres hosszúságot, azonban általában csak 12-15 centiméter hosszú. A testszíne sárga, barna és fekete foltokkal tarkítva. Pofájának a megnyúlt része és a szem körüli része lilásak. Teste lapított, háti részét kis dudorok és rövid szőrzet borítja. Oldalai fogazottak és sárga, narancssárga vagy világoslila színűek. A szemei a páncélból néznek ki, az állat nem dugja ki, mint más rákok.

## Életmódja
Éjszaka tevékeny. Nappal kisebb csoportokba verődve, résekbe, mélyedésekbe rejtőzve pihen. Farkának köszönhetően igen gyorsan tud hátrafelé úszni. Tápláléka puhatestűek, garnélarákok és egyéb rákok, valamint tengerisünök. Főleg a tengerfenéken tartózkodik és vadászik, általában 20 méteres mélységben. Habár a korallszirtek közelében levő homokos fenéket kedveli, a lagúnákba is bemerészkedik.

## Képek

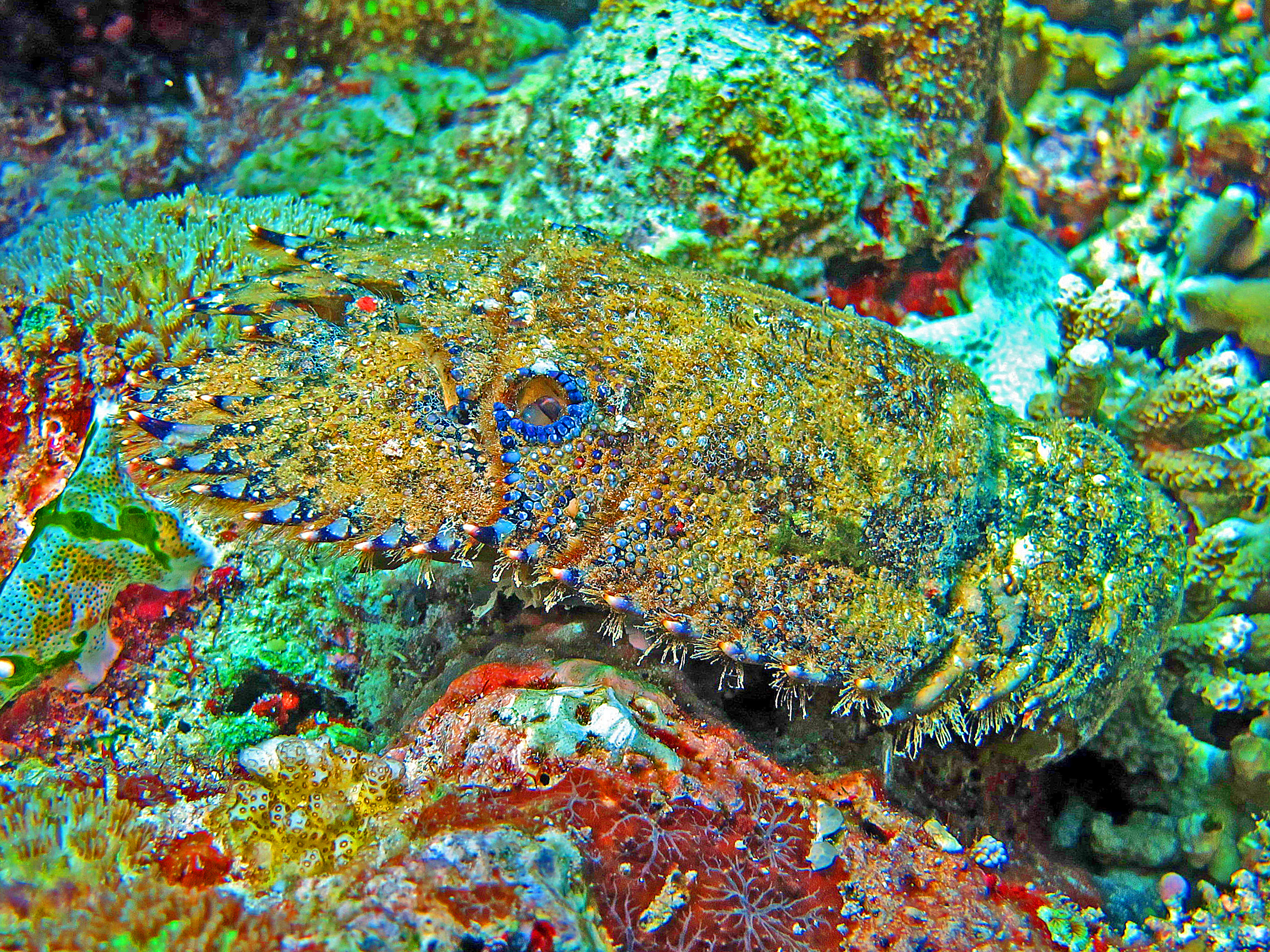
A színezete jól álcázza a környezetében
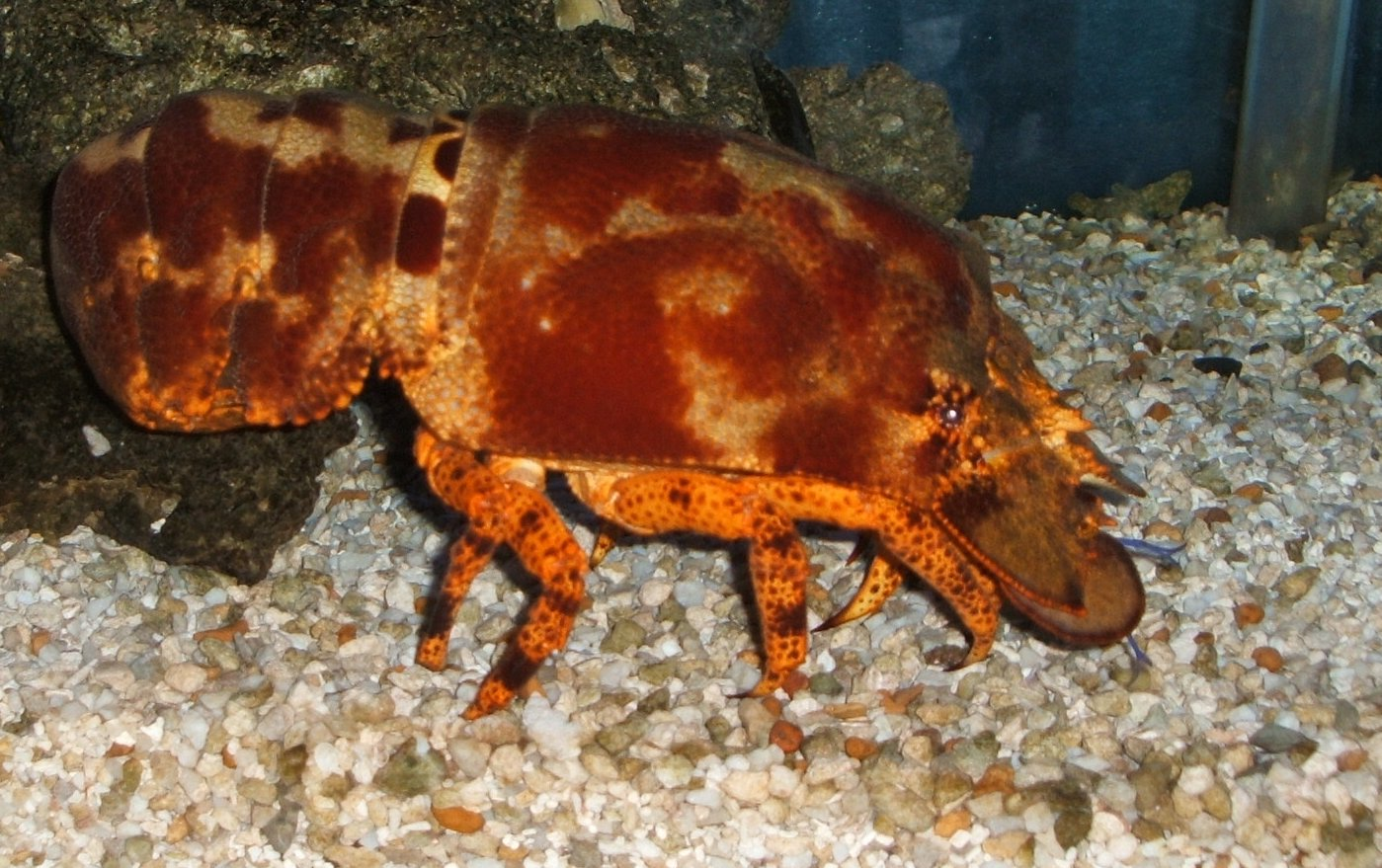
A fenéken keresi a táplálékát
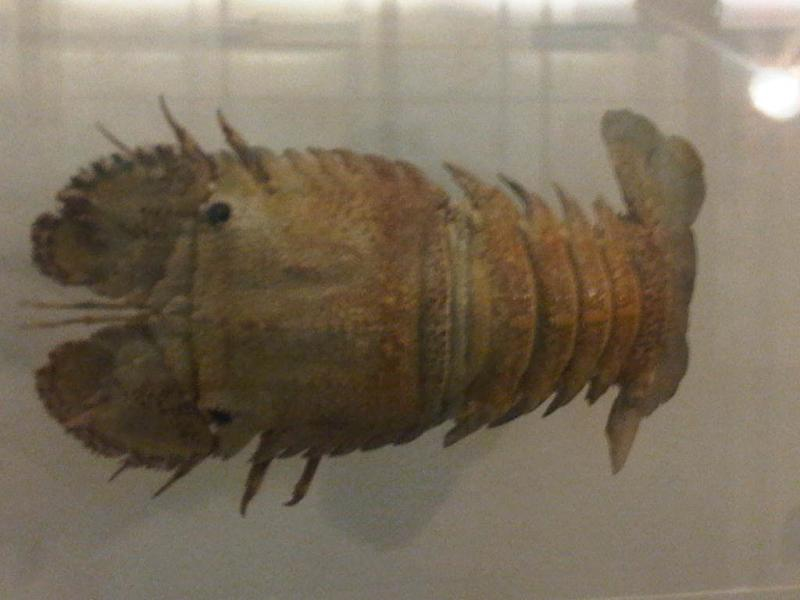
Múzeumi példány

## Fordítás
- Ez a szócikk részben vagy egészben  a   Parribacus antarcticus című angol Wikipédia-szócikk ezen változatának fordításán alapul.  Az eredeti cikk szerkesztőit annak laptörténete sorolja fel. Ez a jelzés csupán a megfogalmazás eredetét és a szerzői jogokat jelzi, nem szolgál a cikkben szereplő információk forrásmegjelöléseként.